# K-POP (음악 그룹)
케이팝 또는 K-POP은 대한민국의 댄스 그룹이다. 2001년 반일감정을 담은 1집의 "0.5"라는 노래로 가요계에 데뷔했으며 후속곡으로 "그림자" "Game" 등으로 활동했으나 큰 인지도를 얻는 데는 실패했다. 2집에서 "신기루" 와 "젊음"으로 활동, 특히 "젊음" 은 방송활동을 많이 하게 되면서 인지도를 꽤 얻게되었다. 2004년 2년여 만에 나온 3집은 기존의 댄스 팝 장르의 노래보다 발라드 장르의 노래를 많이 넣었다. 그 결과 타이틀곡 "추억의 향기"는 온라인차트 상위권에 올라왔다. 멤버들의 군입대 등의 이유로 팀은 3집을 끝으로 활동을 중단했다가, 이후 해체했다.

## 이전 구성원
| 이름 | 소개 |
| ---- | --- |
| 주민 | - 본명 : 김주민 - 생년월일 : 1981년 3월 1일(44세) - 출생지 : 대한민국 서울특별시 - 학력 : 순천향대학교 연극영화학과 - 포지션 : 리더, 메인댄서, 리드래퍼, 서브보컬 - 활동기간 : 2001년 ~ 2005년 |
| 동화 | - 본명 : 김범석 - 생년월일 : 1981년 8월 25일(43세) - 출생지 : 대한민국 경기도 광명시 - 학력 : 동국대학교 영어영문학과 - 포지션 : 메인래퍼 - 활동기간 : 2001년 ~ 2005년                         |
| 영원 | - 본명 : 이현구 - 생년월일 : 1982년 9월 5일(42세) - 출생지 : 대한민국 서울특별시 - 학력 : 동국대학교 영어영문학과 - 포지션 : 메인보컬 - 활동기간 : 2001년 ~ 2005년                             |
| 유빈 | - 본명 : 이인호 - 생년월일 : 1983년 1월 5일(42세) - 출생지 : 대한민국 서울특별시 - 학력 : 수원대학교 연극영화학과 - 포지션 : 서브래퍼 - 활동기간 : 2001년 ~ 2005년                             |
| 우현 | - 본명 : 김시훈 - 생년월일 : 1983년 2월 2일(42세) - 출생지 : 대한민국 서울특별시 - 학력 : 백제예술대학교 - 포지션 : 리드보컬 - 활동기간 : 2001년 ~ 2005년                                      |

## 음반 목록

### 앨범
1. K' POP (2001년)
2. CU@K-POP 2 (2002년)
3. Memories (2004년)

## 같이 보기
- K-pop